# Festuca densipaniculata
Festuca densipaniculata är en gräsart som beskrevs av Evgenii Borisovich Alexeev. Festuca densipaniculata ingår i släktet svinglar, och familjen gräs. IUCN kategoriserar arten globalt som starkt hotad.
Artens utbredningsområde är Ecuador. Inga underarter finns listade i Catalogue of Life.